# Pierre-Jean Fabre
Pour les articles homonymes, voir Fabre.
Pierre-Jean Fabre (né vers 1588 et mort en 1658 à Castelnaudary) est un médecin et alchimiste français.

## Biographie
Il naît en 1588, à Castelnaudary, dans le sud de la France entre Toulouse et Carcassonne.
Il fait des études de médecine à Montpellier, et il découvre l'œuvre de Paracelse (1493-1541) à partir de traductions indirectes.  Au XVIIe siècle, l'École de Montpellier gardait l'hippocratisme comme doctrine fondamentale, mais elle restait relativement ouverte aux idées nouvelles et courants médicaux apparus depuis la Renaissance, dont celui de la chemiatrie ou iatrochimie.  
Dès 1610 il exerce la médecine à Castelnaudary, où il passera la plus grande part de sa vie comme médecin local. Il reçoit la charge de médecin particulier de Louis XIII au cours d'un des voyages du roi dans la région.
Il prétend réussir une transmutation alchimique du plomb en argent le 22 juillet 1627.
Il meurt à Castelnaudary en 1658.

## Travaux et doctrine

### Influences
Pierre-Jean Fabre est clairement influencé par Jean-Baptiste Van Helmont  (1579-1644), notamment lorsqu'il fait de la fièvre une colère de l'archée (esprit vital des paracelsiens) ou lorsqu'il traite de l'alkahest ou dissolvant universel.
Cependant, Fabre ne cite jamais nommément Van Helmont, probablement parce que celui-ci était poursuivi par l'Inquisition espagnole pour avoir déclaré que seuls les vrais médecins, et non les hommes d'Église, doivent faire des recherches sur la nature. 

### Peste
Aux yeux de ses contemporains, Pierre-Jean Fabre est reconnu comme une autorité sur la peste de 1628-1632 (sud de la France et Italie du Nord) contre laquelle il recommande des remèdes chimiques.
Son traité sur la peste, publié en 1653, fait l'objet d'une réimpression à Toulouse en 1720, à l'occasion de la peste de Marseille.

### Chimie mystique

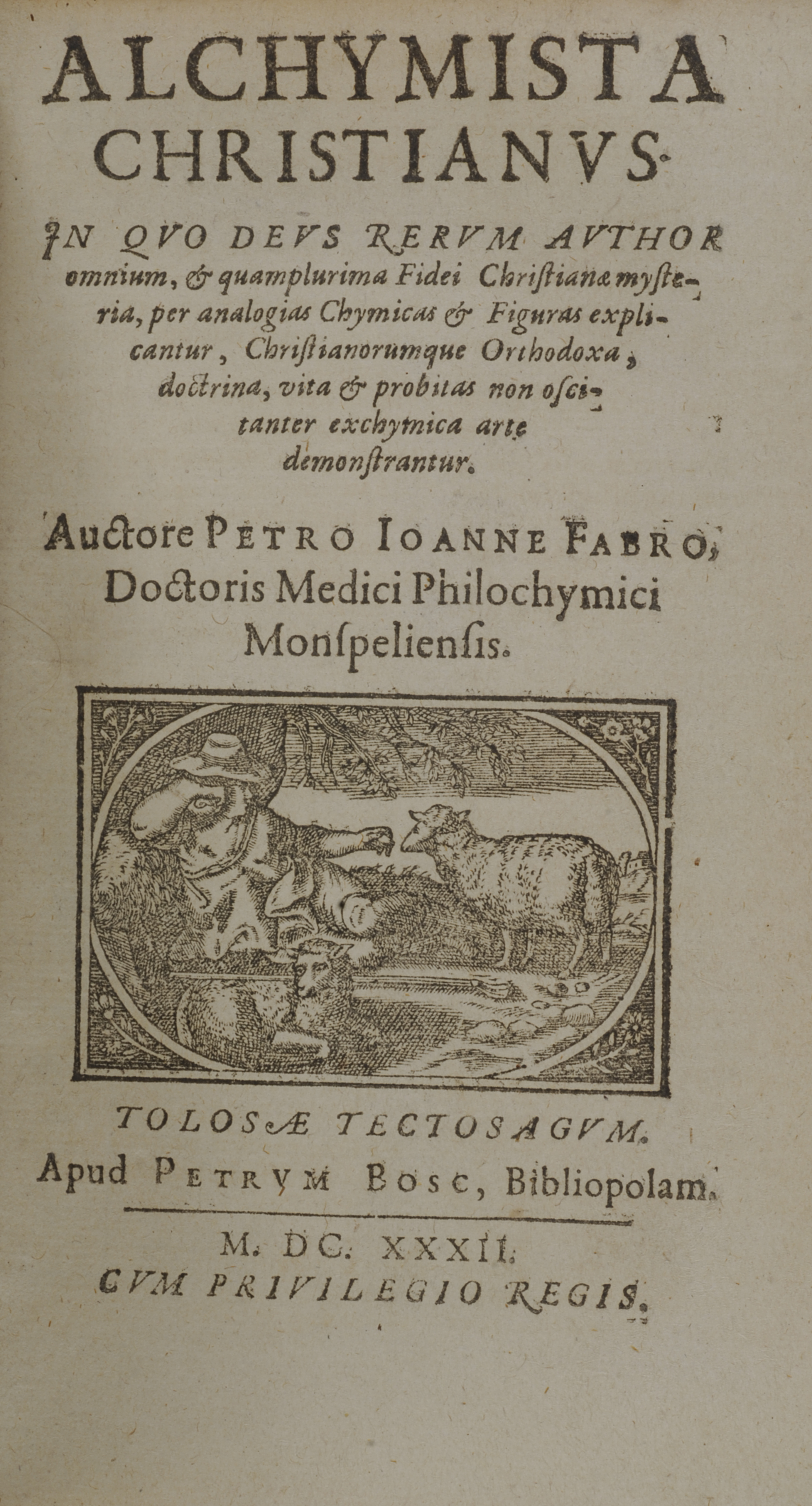
Alchymista Christianus, 1632

Pierre-Jean Fabre consacre la plus grande part de ses écrits aux aspects religieux et mystiques de la chimie médicale. Son Hercules pio-chymicus (1634) interprète les Travaux d'Hercule comme des allégories de processus alchimiques, et dans son Alchymista christianus (1632) il fait valoir les similitudes entre le christianisme et l'alchimie.
Les sacrements sont en correspondance avec des opérations chimiques : la calcination symbolise la pénitence, le feu et l'eau le baptême, et la pierre philosophale l'eucharistie. Pour Fabre, les vrais alchimistes sont comme des prêtres, « l'esprit de mercure » (produit de distillation) comme les anges, la Terre comme la Vierge Marie, et les propriétés vitales du sel sont en rapport direct avec le Christ. Toutes ces correspondances sont visibles dans les grandes cathédrales de France, où les artistes-architectes ont présenté leurs savoirs ésotériques pour qui sait les voir.
Dans son abrégé des Secrets Chymiques (1636), il souligne le caractère unique de la chimie qui n'est pas seulement opérations chimiques, transformation des métaux, et remèdes minéraux. L'alchimie est aussi une science dont l'objet englobe et dépasse toute la nature, non seulement le royaume terrestre, végétal et animal, mais aussi le domaine des Cieux, rendu accessible par opération intellectuelle de l'âme. 
Selon Fabre, l'alchimie nous apprend que toute chose est constituée de substances divines et spirituelles, et qu'il est possible par opérations chimiques, de les extraire d'un assemblage terrestre, empêtré et corrompu, pour en libérer puissances et vertus, celles qui mènent à la transmutation des métaux, la fertilité des plantes et la prolongation de la vie.

## Publications
Contrairement à la plupart des autres Paracelsiens, Fabre écrit en latin, avec deux exceptions notables en français : ses textes sur la peste et l'Abrégé des secrets chymiques.

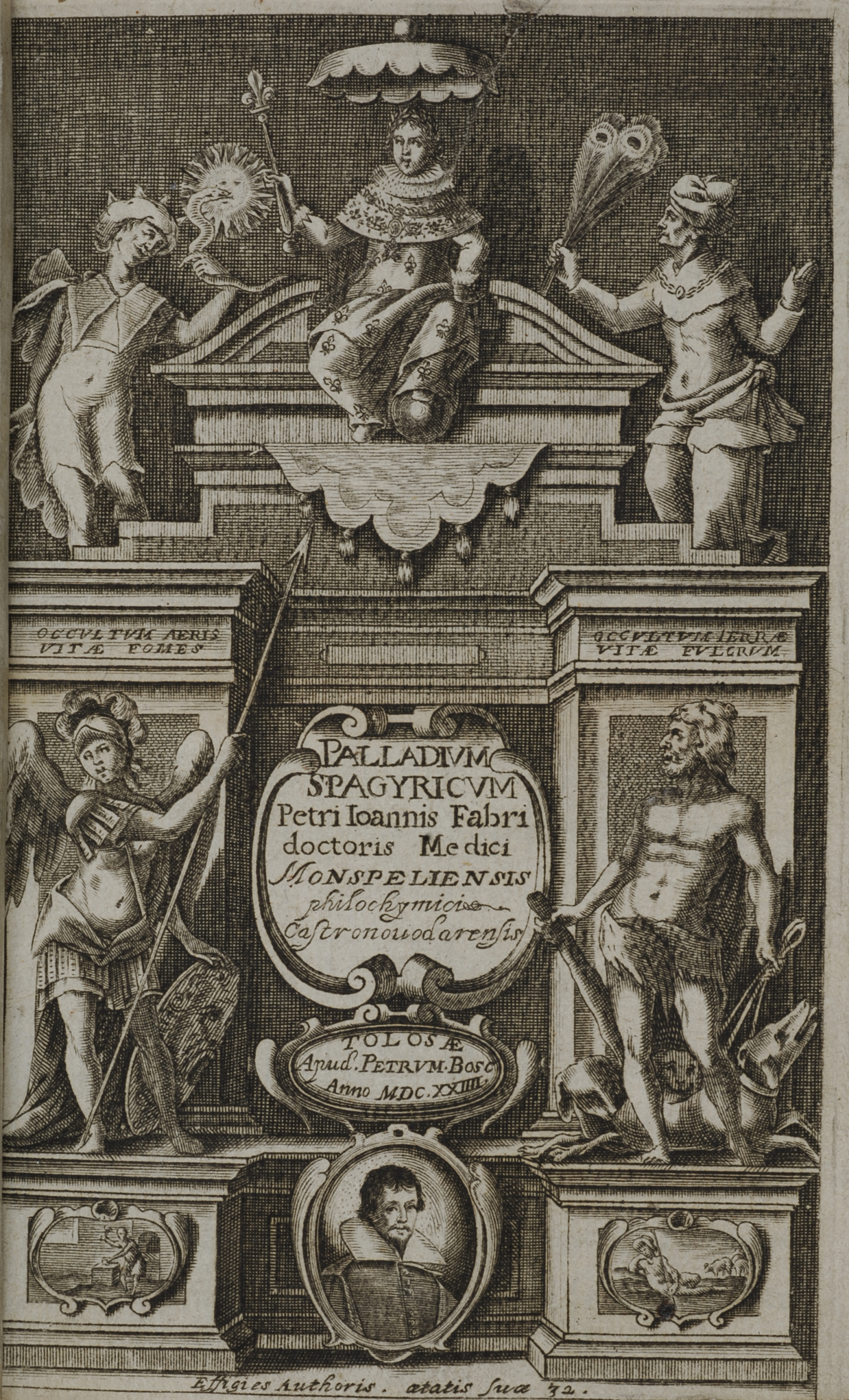
Palladium spagyricum, 1624

- Palladium Spagyricum, Toulouse, Bosc, 1624, 276 p.
- Chirurgica spagyrica, Toulouse, Bosc, 1626, 176 p. Traduction française manuscrite de Pierre Mallet, Chartres, 1649.
- Insignes curationes variorum morborum quos medicamentis chymicis jucundissima methodo curavit, Toulouse, Bosc, 1627.
- Myrothecium spagyricum, Toulouse, Bosc, 1628, 448 p.
- Traité de la peste selon la doctrine des médecins spagyriques, Toulouse, 1629, Castres, 1653.
- Alchymista christianus, Toulouse, Bosc, 1632. Trad. (XVIIIe siècle) : L'alchimiste chrétien (édition de Frank Greiner), Paris et Milan, Archè, 2001, 732 p. Paraphrase alchimique de la Theologia naturalis de Raymond Sebond. Texte latin 1632, 32-236-4 p. .
- Hercules pio-chymicus, Toulouse, Bosc, 1634.
- L'Abrégé des secrets chymiques, où l'on voit la nature des animaux, végétaux et minéraux entièrement découverts, avec les vertus et propriétés des principes qui composent et conservent leur être ; et un traité de la médecine générale, Paris, Pierre Billaine, 1636. Gutenberg Reprints, 1990, 395 p.
- Hydrographum spagyricum, Toulouse, Bosc, 1639, 260 p.
- Propugnaculum alchymiae adversus quosdam misochymicos..., Toulouse, Bosc, 1645, 128 p. Traduction française manuscrite en 1790 par le chevalier Dernelon : Rempart de l'alchimie.
- Traduction et notes du Cursus triomphalis Antimonii de Basile Valentin, Toulouse, Bosc, 1646.
- Panchymicus, seu Anatomia totius Universi Opus, Toulouse, Bosc, 1646.
- Sapientia Universalis quatuor libris comprehensa. Videlicet 1. Quid sit sapientia, & de modiis ad eam perveniendi, 2. De cognitione hominis, 3. De medentis morbis hominum, 4. De Meliorandis metallis, Toulouse, Bosc, 1654.
- Remèdes curatifs et préservatifs de la peste donnez au public en 1652 par Pierre-Jean Fabre, Réimprimé en 1720 à Toulouse, 16 p.
- Manuscriptum ad Serenissimum Fridericum...res alchymicorum explanans, 1653, édité par G. Clauder dans les Miscellanea Curiosa de l'Académie impériale léopoldine de Nuremberg, 1690 ; in J. J. Manget, Bibliotheca Chemica Curiosa, 1702.
- Opera reliqua volumine hoc posteriore comprehensa, Francfort, Beyer, 1652 ; Francfort, Beyer, 1656.